# Matías Médici
Matías Médici (Buenos Aires, 29 juni 1975) is een Argentijns wielrenner.

## Biografie
Médici is een sterke hardrijder die voor het eerst furore maakte toen hij 3de werd op het nationaal kampioenschap tijdrijden van Argentinië in 2003. 2004 was het jaar van de doorbraak. Medici herhaalde zijn bronzen plak van 2003 en won 3 ritten in de Ronde van Uruguay. De Braziliaanse rittenkoers Ronde van Santa Catarina sloot hij als winnaar af + proloog en tijdritwinst. 2005 was een iets minder jaar maar Médici herhaalde wel zijn proloogwinst in de Ronde van Santa Catarina en werd prompt geselecteerd voor het WK Tijdrijden in Madrid. Het WK werd verreden buiten het Argentijnse wielerseizoen. Dit gegeven remde de tijdrijder niet, hij stuntte met een fraaie 9de plaats. Daarmee hield hij werelduurrecordhouder Ondřej Sosenka achter zich. In 2006 mocht Médici zich voor het eerst Argentijns Kampioen Tijdrijden noemen, verder won hij nog de proloog van de Ronde van Chili.
De fraaie carrière-ontwikkeling was ook door Scott-Marcondes, een Braziliaanse profploeg, opgemerkt. Bij deze ploeg bloeide Médici verder open. Hij won de tijdrit van de Ronde van Rio de Janeiro en hield de leiderstrui vast tot de eindstreep. Médici's doel was een medaille op de Pan-Amerikaanse Spelen in Rio. Achter de ongenaakbare Santiago Botero graaide hij het zilver mee. In het tussenseizoen participeerde hij opnieuw op het WK maar verder dan een 33e plaats in de tijdrit kwam hij niet. In 2007 haalde Médici een zilveren medaille op de Pan-Amerikaanse Spelen.
In 2008 werd Médici voor de 2e keer Argentijns Kampioen Tijdrijden en remporteerde hij het zilver op de Pan-Amerikaanse kampioenschappen in Montevideo. Ook de Olympische Spelen in Peking kwamen ongelegen, dus was er maar in de tijdrit een 29ste plaats voor hem weggelegd.

## Overwinningen
2004
- 1e rit Ronde van Uruguay
- 5e rit Ronde van Uruguay
- 8e rit Ronde van Uruguay
- Proloog Ronde van Santa Catarina
- 9e rit Ronde van Santa Catarina
- Ronde van Santa Catarina
- Rutas de America

2005
- 2e rit Ronde van de Staat São Paulo
- Proloog Ronde van Santa Catarina
- Rutas de America

2006
- Argentijns kampioen tijdrijden, Elite
- Proloog Ronde van Chili

2007
- 2e rit Ronde van Rio de Janeiro
- Ronde van Rio de Janeiro
- 1e rit Ronde van Santa Catarina

2008
- Argentijns kampioen tijdrijden, Elite

2010
- Argentijns kampioen tijdrijden, Elite

2012
- 4e etappe, deel B Rutas de America
- Pan-Amerikaans kampioen tijdrijden

2017
- Rutas de América

## Ploegen
- 2007-Scott-Marcondes Cesar-Fadenp Sao José dos Campos
- 2008-Scott-Marcondes Cesar-São José dos Campos
- 2010-Scott-Marcondes Cesar-Fadenp São José dos Campos (tot 31/08)
- 2011-Funvic-Pindamonhangaba

Diniz · Gohr · Junior · Manarelli · May · Médici · M.Morandi · F.Morandi · Nazaret · Nicácio · Rogelin · N.Santos · C.Santos · R.Silva · V.Silva · Tavares
Diniz · Giacinti · Grizante · Junior · Médici · M.Morandi · F.Morandi · Nazaret · Nicácio · Rogelin · N.Santos · Seabra · Sidoti · R.Silva · Simón
Camargo · Chamorro · Dias · Giacinti · Gohr · Justo · Médici · F.Morandi · M.Morandi · Nazaret · Pagliarini · Rogelin · Ruiz · Santos · Sartasov · Tavares
Aguilar · Arruda · Arseno · Cardoso · Crespo · Fiorilli · Frade · Justo · Médici · Moi · Nascimento · Nazaret · Pinheiro · Santos · Sidoti · Silva